# Goediasjviliplein
Het (Lado) Goediasjviliplein Georgisch: გუდიაშვილის მოედანი, Goediasjvili Moëdani) is een plein in het oude centrum van de Georgische hoofdstad Tbilisi. Het plein is vernoemd naar de Georgische kunstschilder Lado Goediasjvili.

## Naamgeving
Sinds het ontstaan van het plein is de naam meerdere keren gewijzigd. In de late middeleeuwen heette het plein Bedzjanatuin (ბეჯანას ბაღი, Bedzjana Bag). Deze naam stond in 1735 ook aangegeven op een kaart van Kartlië van de hand van de Georgische historicus, geograaf en cartograaf Vachoesjti Bagrationi. In de periode tot 1828 werd het plein Mognis genoemd ter ere van de Armeense Kerk van de Moeder Gods die vlak bij het plein stond.
Medio 1828 werd het plein vernoemd naar het Perzische fort Abbasabad in het Kanaat Nachitsjevan, ter ere van de verovering ervan door de Russische generaal Ivan Paskevitsj in 1827 tijdens de Russisch-Perzische Oorlog (1826-1828). Het was niet het enige plein in Tbilisi dat naar de Russische veroveringen in de Kaukasus werd vernoemd, zoals het Paskevitsj-Jerevanplein.
In 1923 werd het plein vernoemd naar Stepan Alaverdov, een uit Georgië afkomstige Armeense bolsjewistische revolutionair. In 1988 werd het plein vernoemd naar de Georgische kunstschilder Lado Goediasjvili.

## Geschiedenis
Het Goediasjviliplein ligt op de grens van het oude centrum van Tbilisi, Kala, en de 19e-eeuwse wijk Sololaki. Het plein heeft zijn oorsprong in de middeleeuwen en heeft sindsdien meerdere reconstructies ondergaan. Tijdens archeologische opgravingen in 2018, in het kader van de restauratie van de gebouwen rond het plein, werd keramiek vanaf de 12e eeuw gevonden.
Er werden ook wijnkelders uit de 17e eeuw aangetroffen, wat bevestigde dat na de grote Perzische verwoesting van Tbilisi in 1795 onder leiding van Aga Mohammed Khan de stad op het oude gebouwen- en stratenpatroon werd herbouwd. De vondsten waren een indicatie dat het plein in de voorgaande eeuwen een van de belangrijkste plekken van de stad moet zijn geweest.

### Bestuurlijk centrum

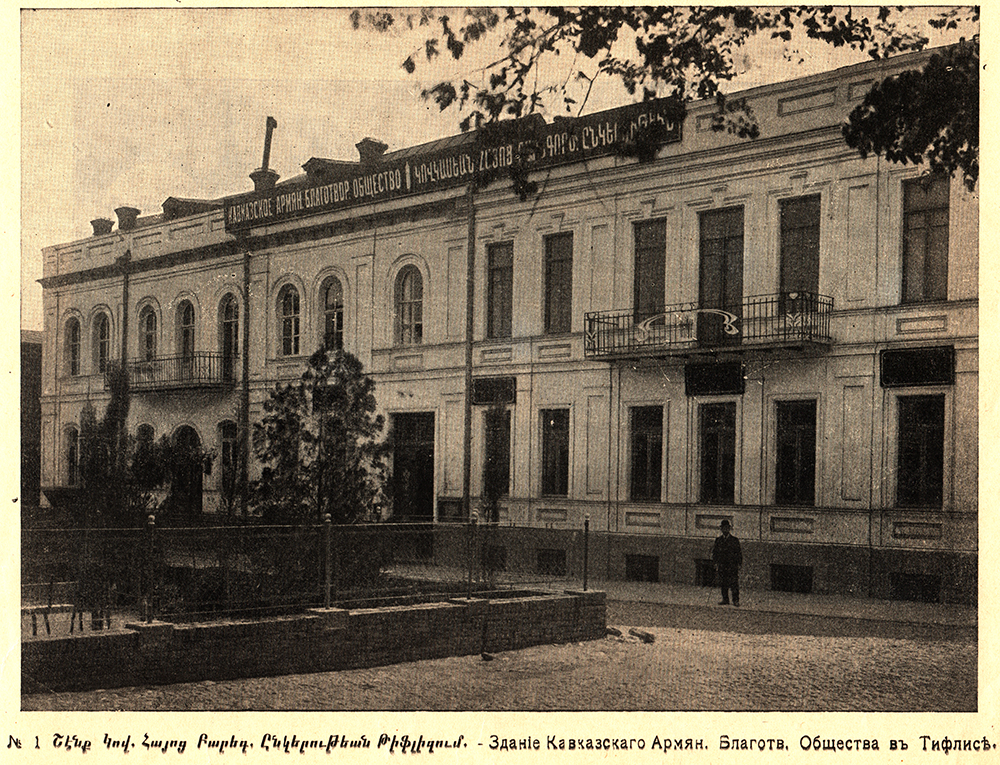
Gebouw van de Armeense liefdadigheidsvereniging.

Rond 1840 kreeg het plein zijn hedendaagse vorm en gebouwen. Onder het keizerlijke Russische bestuur sinds 1801 was Tbilisi het bestuurlijk centrum van de Kaukasus. Aan het plein waren de residentie van de onderkoning van de Kaukasus en het hoofdkwartier van het leger gevestigd, tot deze naar het nabijgelegen Vrijheidsplein en Roestavelilaan verhuisden.
In 1838 zou de Russische dichter en schrijver Michail Lermontov in de kwartieren van het leger hebben overnacht. Dit gebouw staat bekend als het Blauwe gebouw, of ook wel het Lermontovhuis en is een van de meest kenmerkende gebouwen aan het plein. Van 1931 tot 2007 was Literatoeroeli Sakartvelo er gevestigd, de publicatie van de Georgische Schrijversunie.

### Restauratie
In 2012-2013 werd het markante Blauwe gebouw afgebroken voor een controversieel plan om het plein te transformeren. Het plan werd onder publieke druk tegengehouden. De permanente 'entertainment-protesten' op het plein waren een nieuwe vorm van publieksmobilisering in de Georgische grassroots beweging. In 2018 begon een grootschalig restauratieproject van dertig gebouwen aan het plein en omliggende straten, waarvan twintig een monumentenstatus hebben. De renovatie van het plein en de gebouwen werd in 2023 afgerond.

## Afbeeldingen

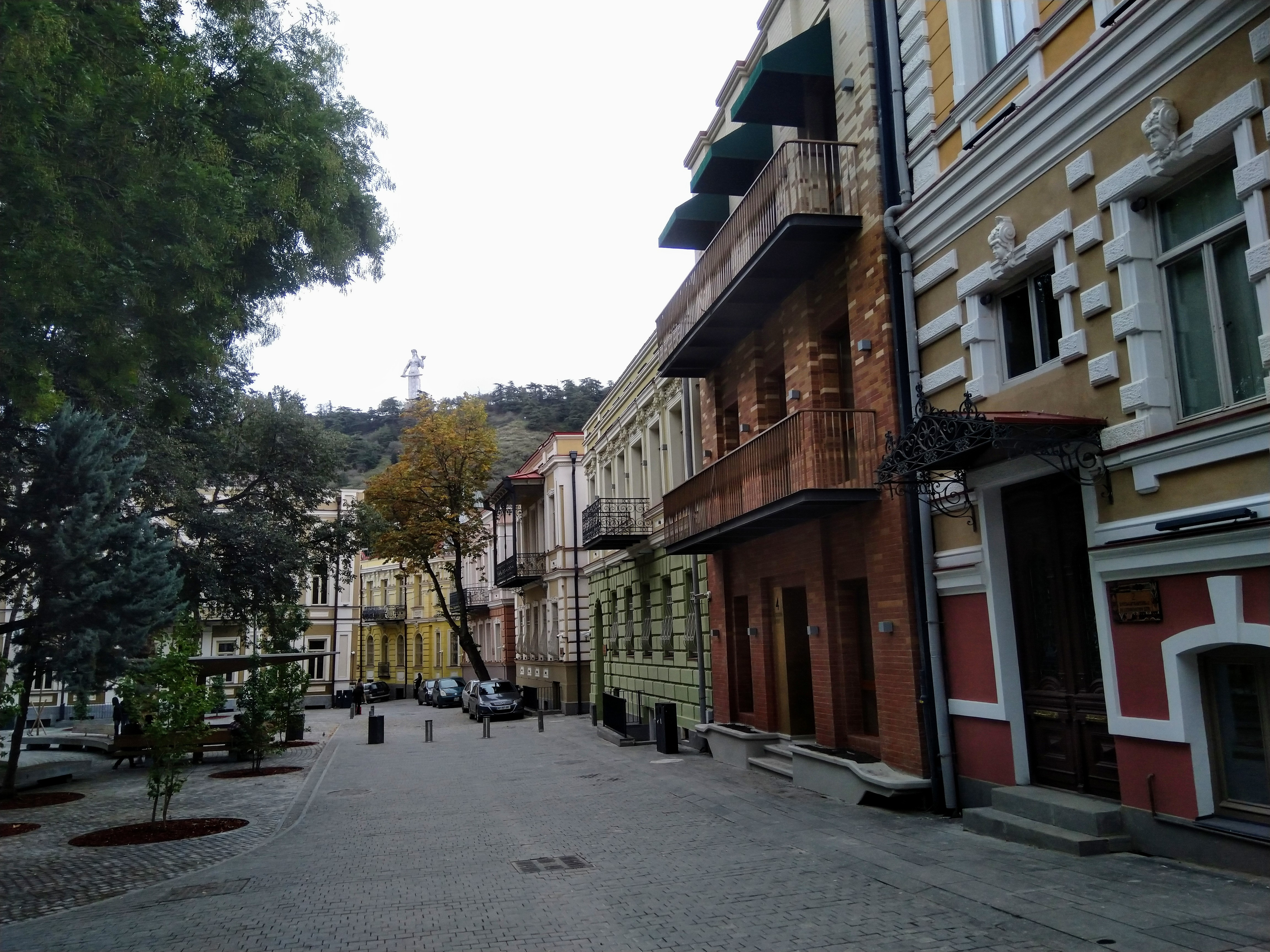
Westkant van het plein naar de Beglar Achospirelistraat. Kartlis Deda is zichtbaar op de heuvel.
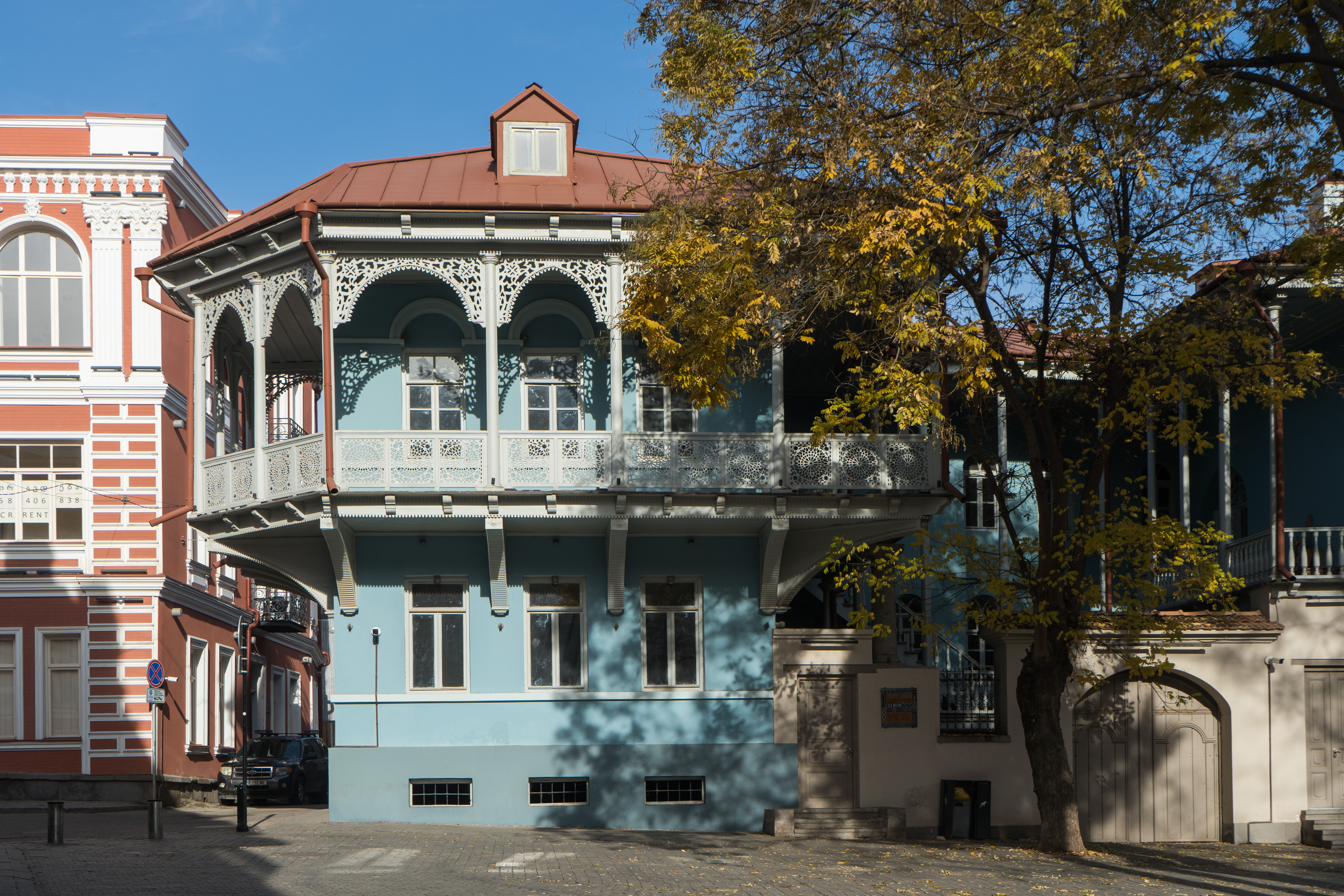
Het Blauwe gebouw, voormalig hoofdkwartier van het Russische leger.
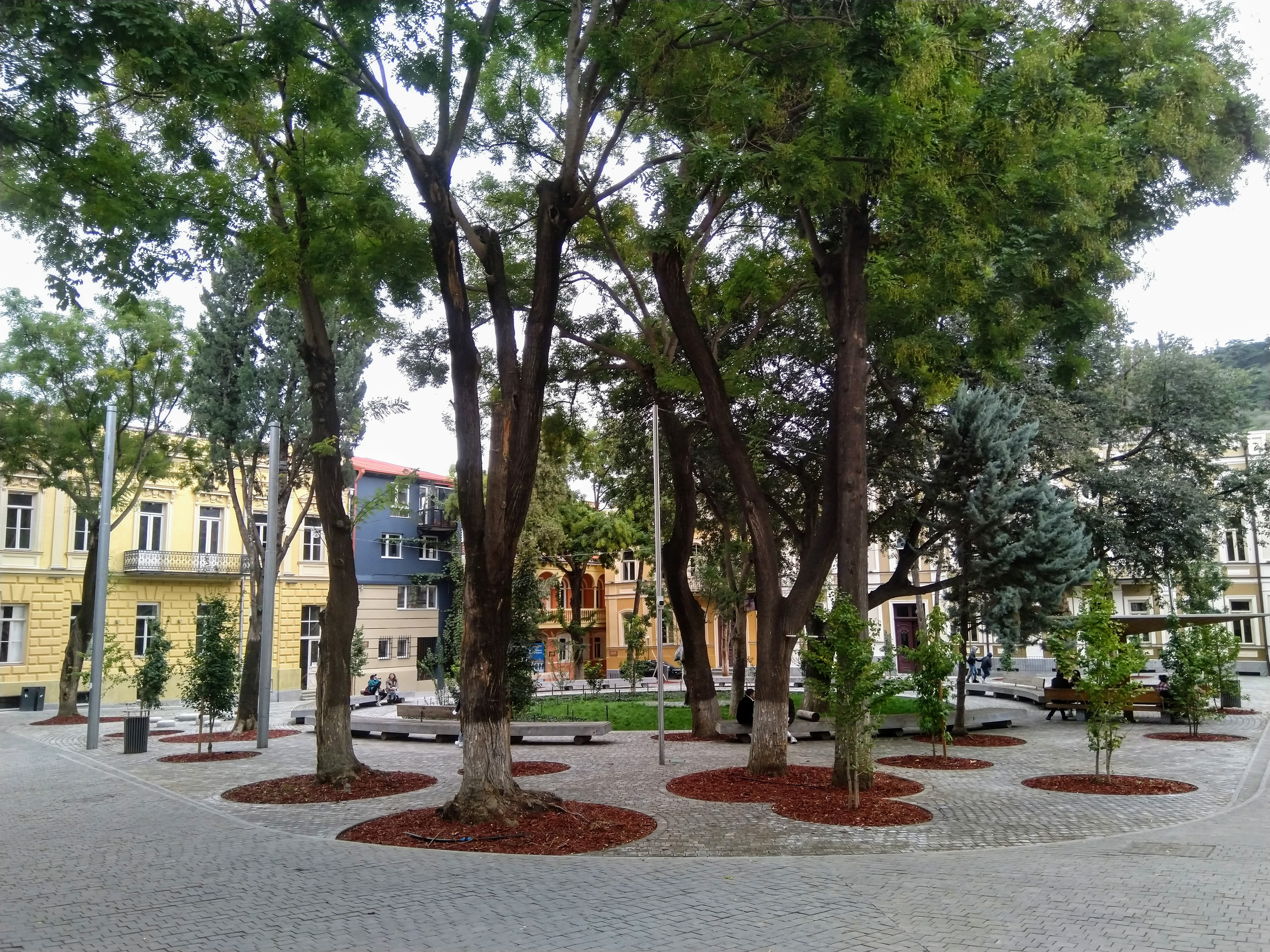
Het gerenoveerde plein (2021)